# Gouvernement de Kherson
1802–1920
Entités précédentes :
- Gouvernement de Nouvelle Russie
- Khanat de Crimée

Entités suivantes :
- République socialiste soviétique d'Ukraine

Le gouvernement de Kherson (en ukrainien : Херсонська губернія ; en russe : Херсонская губерния) ou gouvernorat de Kherson,, est un gouvernement de l'Empire russe, en Nouvelle Russie.

## Situation
Il était situé au nord de la mer Noire, dans la steppe aujourd'hui ukrainienne. La capitale en fut brièvement Nikolaïev puis Kherson. Le gouvernement de Kherson correspond aux actuels oblasts ukrainiens de Kherson, de Mykolaïv, de Kirovohrad et d'Odessa. L'économie de ce gouvernement est principalement basée sur l'agriculture.

## Géographie
Le gouvernement de Kherson était bordé par les gouvernements de Podolie, de Kiev et de Poltava au nord, par le gouvernement de Iekaterinoslav à l'est, par le gouvernement de Tauride et la mer Noire au sud, et par le gouvernement de Bessarabie à l'ouest.

## Divisions administratives
Le gouvernement de Kherson est composé de 5 ouïezds : Kherson, Aleksandria, Ovidiopol, Tiraspol, et Elisavetgrad. La ville d'Odessa a un statut particulier avant d'être intégrée dans le gouvernement en 1825, en formant un sixième ouïezd.